# Acumontia hystrix
Acumontia hystrix is een hooiwagen uit de familie Triaenonychidae. De wetenschappelijke naam van Acumontia hystrix gaat  terug op Lawrence.